# Vanniyakullak
Vanniyakullak (Vanniya Kula Kshatriya), indisk kast boende huvudsakligen i delstaten Tamil Nadu.